# Rémi Mazet
Rémi Mazet est un directeur de la photographie et réalisateur français né en 1971.

## Biographie
Après ses études à la Fémis (département « Image », promotion 1997), Rémi Mazet travaille d'abord comme chef opérateur.
Il se consacre à ses propres projets à partir de 2006 et réalise dès lors plusieurs courts métrages.

## Filmographie

### Réalisateur

#### Courts métrages
- 2010 : Siggil
- 2012 : D'un bord à l'autre
- 2015 : Punk à chien
- 2018 : Rumbu

#### Long métrage
- 2022 : Wanatsa (coréalisatrice : Marie Dubois)[3],[4]

### Directeur de la photographie
- 2002 : Comme il vient de Christophe Chiesa
- 2005 : Céleste de Valérie Gaudissart
- 2009 : Téhéran de Nader T. Homayoun
- 2011 : Le Bonheur d'Elza de Mariette Monpierre
- 2017 : Tazzeka de Jean-Philippe Gaud
- 2019 : Tabaski de Laurence Attali